# Association nationale-sociale
L’Association nationale-sociale est un parti politique de l'Empire allemand. Fondé en 1896 par Friedrich Naumann, il combine le nationalisme, le socialisme et le libéralisme. Il se dissout après les élections législatives allemandes de 1903.

## Histoire
Politiquement, le pasteur Friedrich Naumann est au début un partisan du mouvement chrétien-social autour du prédicateur Adolf Stoecker, bien qu'il n'ait jamais appartenu à son parti, le parti chrétien-social. Après la défection de Stoecker, Naumann fonde l'Association nationale-sociale en 1896, également sous l'influence des théories politiques de Max Weber. L'un des principaux objectifs du nouveau parti est d'introduire les travailleurs dans l'État existant par le biais de réformes politiques et sociales, comme la revendication d'une démocratisation du système politique et d'un « empire social », un impérialisme modéré. La division sociale le long des lignes de classe doit être surmontée afin de créer les conditions préalables à un « développement économique et politique supplémentaire de la puissance extérieure de la nation allemande ». Naumann a pour slogan « De Bassermann à Bebel. » Cela signifie que pour une réforme politique fondamentale dans le sens d'une démocratisation du système constitutionnel, il est nécessaire de provoquer une alliance de toutes les forces progressistes, des sociaux-démocrates aux libéraux sociaux en passant par les nationaux-libéraux. Au sein de l'Association nationale-sociale, l'aile gauche autour du pasteur Paul Göhre plaide encore plus fermement pour la coopération avec les révisionnistes sociaux-démocrates autour d'Eduard Bernstein. Faute d'unité, il rejoint le SPD en 1898.
Sur cette base idéologique, un certain nombre de groupes locaux de l'association émergent. Naumann ne réussit pas à gagner une véritable base de masse. L'association a des sympathisants en particulier parmi les jeunes hautement scolarisés. Outre Naumann, l'avocat Rudolph Sohm, le théologien Caspar René Gregory, le journaliste Hellmut von Gerlach et le réformateur agraire Adolf Damaschke ont un rôle au sein de l'Association nationale-sociale.
Un bastion du parti est le comté de Bentheim avec la ville de Lingen. Hellmut von Gerlach et son adjoint Georg Schümer ont créé des associations de travailleurs avec un grand nombre de membres à Schüttorf, Nordhorn, Gildehaus et Lingen. Les seuls représentants des travailleurs aux congrès du parti national-socialiste viennent de leurs rangs. La lutte de l'Association nationale-sociale dans la région est principalement dirigée contre l'administrateur de district libre-conservateur et les fabricants de textile national-libéraux. En 1898, lors de l'élection de la Chambre des représentants de Prusse, Hellmut von Gerlach ne parvient à se faire élire dans la circonscription de Lingen-Bentheim face au candidat du Zentrum, August Degen.
Aux élections législatives allemandes de 1898, l'association n'a aucun mandat. Aux élections législatives allemandes de 1903, seul Hellmut von Gerlach obtient un siège dans la circonscription de Frankenberg, dans le Hesse, avec le soutien de Zentrum. La défaite de 1903 entraîne la dissolution de l'association. La majorité des membres, ainsi que Gerlach, rejoignirent alors l'Union radicale. Les nationaux-socialistes continuent d'exister en tant qu'organisation indépendante dans le grand-duché de Bade jusqu'à ce que les partis libéraux de gauche s'unissent pour former le Parti populaire progressiste en 1910.
L'Association nationale-sociale est généralement considérée dans le spectre libéral et n'est en aucun cas considéré comme un précurseur du nazisme ultérieur. Pour Götz Aly, en revanche, Naumann n'est pas un pionnier de l'antisémitisme hitlérien, mais son « national-socialisme » avec son « pouvoir nationaliste et sa politique de bien-être populaire » déforme le libéralisme « au-delà de la reconnaissance » et mélange les idées sociales, nationales et impériales en un courant cohérent de pensée qui pourrait finalement être compatible avec l'idéologie du NSDAP.